# Mercado do Xipamanine

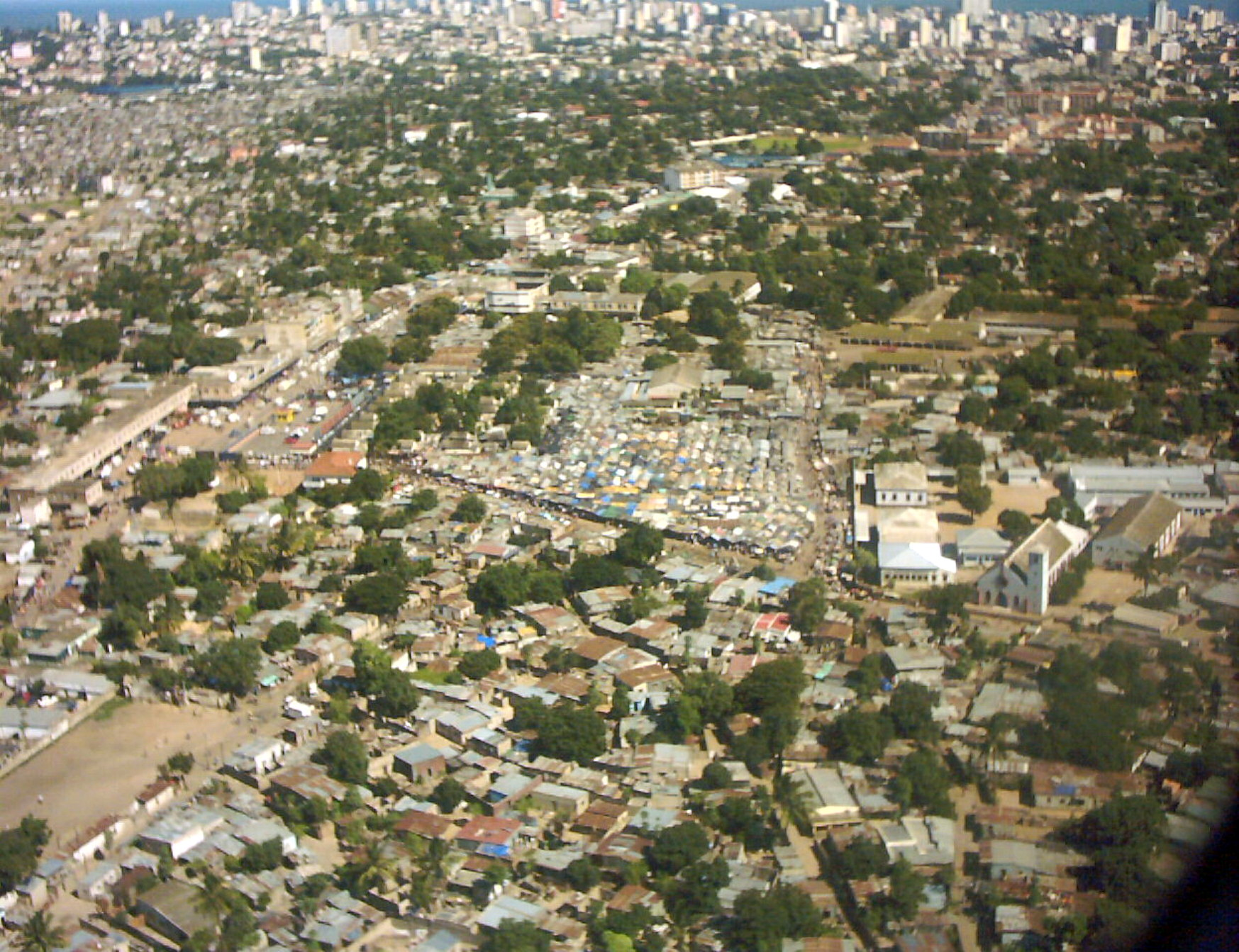
Luftbild des Xipamanine-Marktes

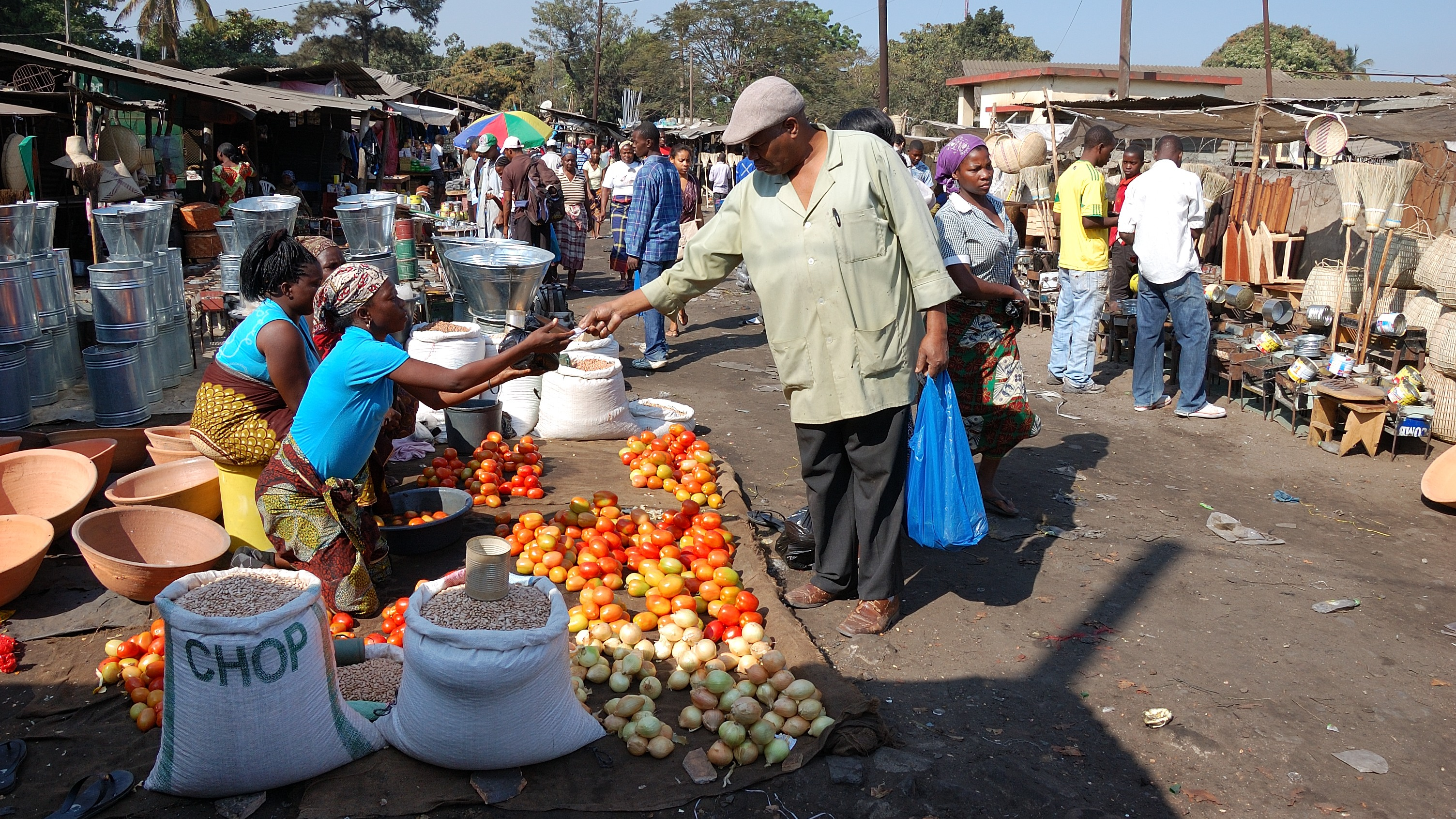
Mehr als 8000 Händlerinnen und Händler verkaufen Waren auf dem Markt.

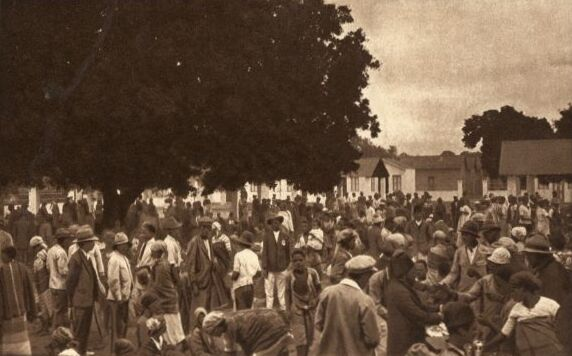
Der Xipamanine-Markt Ende der 1920er Jahre

Der Mercado do Xipamanine (deutsch Markt von Xipamanine) ist einer der größten und bekanntesten Märkte der mosambikanischen Hauptstadt Maputo. Er befindet sich im gleichnamigen Stadtteil des Distrikts Nlhamankulu im Westen der Stadt.
Der Mercado do Xipamanine gehört zu den ältesten und größten der Stadt. Neben Lebensmitteln, Kleintieren und Alltagswaren werden dort vor allem Kleidung – insbesondere importierte Kleidung zweiter Hand aus Europa – sowie Stoffe (Capulana) verkauft. Den größten Teil des Marktes nehmen kleine Stände und sog. „fliegende Händler“ ein. Am Rande des Marktes (bzw. Hauptzufahrtstraße) an der Rua dos Irmãos Roby befinden sich die meisten Stoff-Ladengeschäfte. Laut Medienberichten verkaufen gut 8000 Händlerinnen und Händler Waren auf dem Markt.
Insbesondere seit Ende der Planwirtschaft Anfang der 1990er Jahre und der Verbesserung der wirtschaftlichen Beziehungen mit Südafrika hat der Markt an Größe und Bedeutung gewonnen. Inzwischen wird der Markt als „ausufernd“ und sehr chaotisch wahrgenommen, da sich auch alle Straßen in Richtung Innenstadt mit fliegenden Händlern bzw. informellem Handel gefüllt haben. Dies geht so weit, dass unter dem Begriff „Xipamanização“  („Xipamanisierung“) eine massive Zunahme informellen Handels in der gesamten Hauptstadt verstanden wird. Ehemals aufwertende Einrichtungen am Markt, wie beispielsweise die Bar Zundapi oder das Kino Olímpia, sind inzwischen geschlossen und werden ebenfalls als Verkaufsräume genutzt oder stehen leer. Ebenfalls kommt es regelmäßig zu Bränden, zuletzt im August 2015, als mehr als 30 Ladengeschäfte ausbrannten.
Aufgrund der stetigen Vergrößerung des Marktes und der damit verbundenen Umstände geriet die Stadtverwaltung – die den Markt offiziell betreibt – wiederholt in Kritik. Insbesondere das Verkehrschaos, die Hygiene und der Brandschutz werden kritisiert. Zum Wahlprogramm des FRELIMO-Bürgermeisters David Simango für die Kommunalwahlen 2013 gehörte es unter anderem, alle wichtigen Märkte der Stadt, so auch den Mercado de Xipamanine, aufzuräumen sowie feste Stände mit Überdachung zu errichten. Laut Medienberichten wird die komplette Sanierung und Erneuerung des Marktes sowie der Umgebung mindestens zehn Jahre dauern. Laut dem von der Universidade Eduardo Mondlane und dem UN-Habitat-Programm entworfenen Plan werden dafür rund 90 Millionen US-Dollar benötigt. Dazu gehört unter anderem der Bau eines vierstöckigen Gebäudes inklusive Kühlmöglichkeiten für frische Lebensmittel.